# میتسوهارو کیتامورا
میتسوهارو کیتامورا (انگلیسی: Mitsuharu Kitamura; ۲ اکتبر ۱۹۳۴ – ۲۰۰۶ (۷۱−۷۲ سال)) کشتی‌گیر اهل ژاپن بود.